# 白市站
白市站是一个大郑线上的铁路车站，位于吉林省四平市双辽市白市村，建于1922年，目前为三等站，邮政编码为136400。目前客运：不办理旅客乘降；不办理行李、包裹托运；货运：办理整车货物发到。